# Florian Wintels
Florian Wintels (* 4. Juni 1993 im Landkreis Grafschaft Bentheim) ist ein deutscher Autor, Poetry-Slammer und Musiker.

## Künstlerisches Schaffen
Florian Wintels studierte in Paderborn Populäre Musik und Medien. 2009 wurde er erstmals als Teilnehmer bei Poetry Slams aktiv. Er gewann zahlreiche Slams und die niedersächsisch-bremischen Landesmeisterschaft 2013, 2016 und 2017. Wintels qualifizierte sich 2013 und 2015 für das Finale der deutschsprachigen Poetry-Slam-Meisterschaft. 2022 gewann er den Einzelwettbewerb in Wien.
Im Paderborner Lektora-Verlag erschien 2015 die Textsammlung Sieben auf einen Scheiß.  Darin veröffentlichte er seine lyrischen, teils derben Bühnentexte. Inhaltlich überwiegt dabei vor allem der humoristische Grundtenor doch sind häufig auch deutliche gesellschaftskritische Tendenzen zu erkennen. 2020 erschien der Nachfolger Offensichtlich hatte Steffi ihren Laptop mit dabei.
Wintels ist außerdem Frontmann der Rockband Gilderoy sowie Gitarrist bei der seit 2006 existierenden Alternative-Rock-Band the redphones.
Im April 2020 veröffentlichte Wintels seine erste EP allein als Solokünstler. Inhaltlich behandeln die vier Songs der Platte sehr unterschiedliche Themen. Der deutlich erkennbare rote Faden von Wintels Musik zeichnet eine Geschichte eines Zweifelnden, der seinen Stellenwert im Leben und der Gesellschaft sucht und findet. Seine Texte sind gleichzeitig eine Anleitung zum Erlangen von Reichtum, als auch eine Blaupause für ein glückliches Leben als solches.

## Erfolge
- 2012: 3. Platz deutschsprachige U20-Meisterschaften
- 2013: Landesmeister Niedersachsen/Bremen
- 2013: Paderborner Stadtmeister
- 2013: Finalist der deutschsprachigen Slam-Meisterschaft
- 2014: Sieger beim Bielefelder Hörsaal-Slam[8]
- 2015: Finalist der deutschsprachigen Slam-Meisterschaft
- 2016: Landesmeister Niedersachsen/Bremen
- 2016: Sieger des Slams auf dem Open Flair[9]
- 2017: Landesmeister Niedersachsen/Bremen
- 2021: 3. Platz bei der deutschsprachigen Slam-Meisterschaft
- 2022: Bielefelder Kabarettpreis (1. Platz & Publikumspreis)
- 2022: Sieger der deutschsprachigen Slam-Meisterschaft in Wien[10]

## Veröffentlichungen

### Musik
- 2020: allein EP